# 让萨克 (塔恩-加龙省)
让萨克（法語：Gensac）是法国奧克西塔尼大區塔恩-加龙省的一个市镇，属于卡斯特尔萨拉桑区。

## 地理
让萨克（43°57'11"N, 0°57'19"E）面积11.59 平方千米，位于法国奧克西塔尼大區塔恩-加龙省，该省份为法国西南部内陆省份，北起顺时针与洛特省、阿韦龙省、塔恩省、上加龙省、热尔省和洛特-加龙省接壤。
与让萨克接壤的市镇（或旧市镇、城区）包括：库蒂尔、埃斯帕尔萨克、拉维、圣阿鲁梅。
让萨克的时区为UTC+01:00、UTC+02:00（夏令时）。

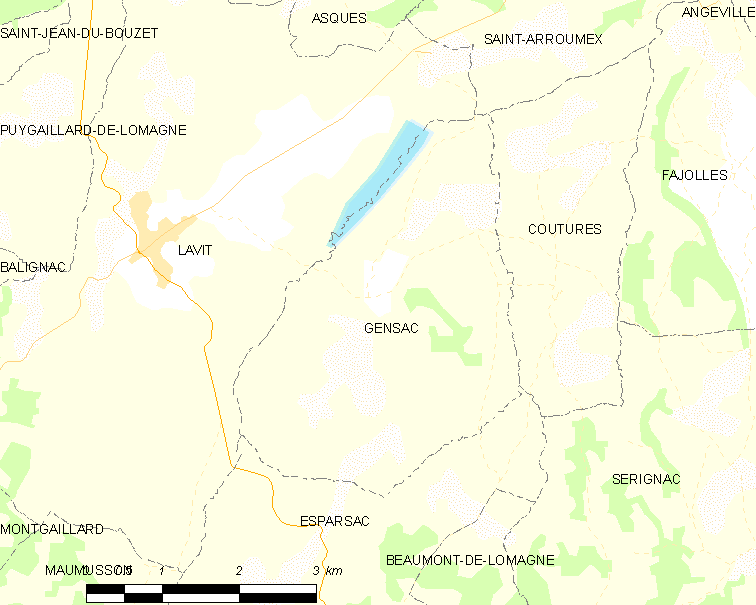
让萨克的OSM定位图

## 行政
让萨克的邮政编码为82120，INSEE市镇编码为82067。

## 政治
让萨克所属的省级选区为加龙-洛马涅-布吕尤瓦县。

## 人口

1962-2008年间让萨克人口变化图示

让萨克于2022年1月1日时的人口数量为103人。